# Balboa Island Ferry

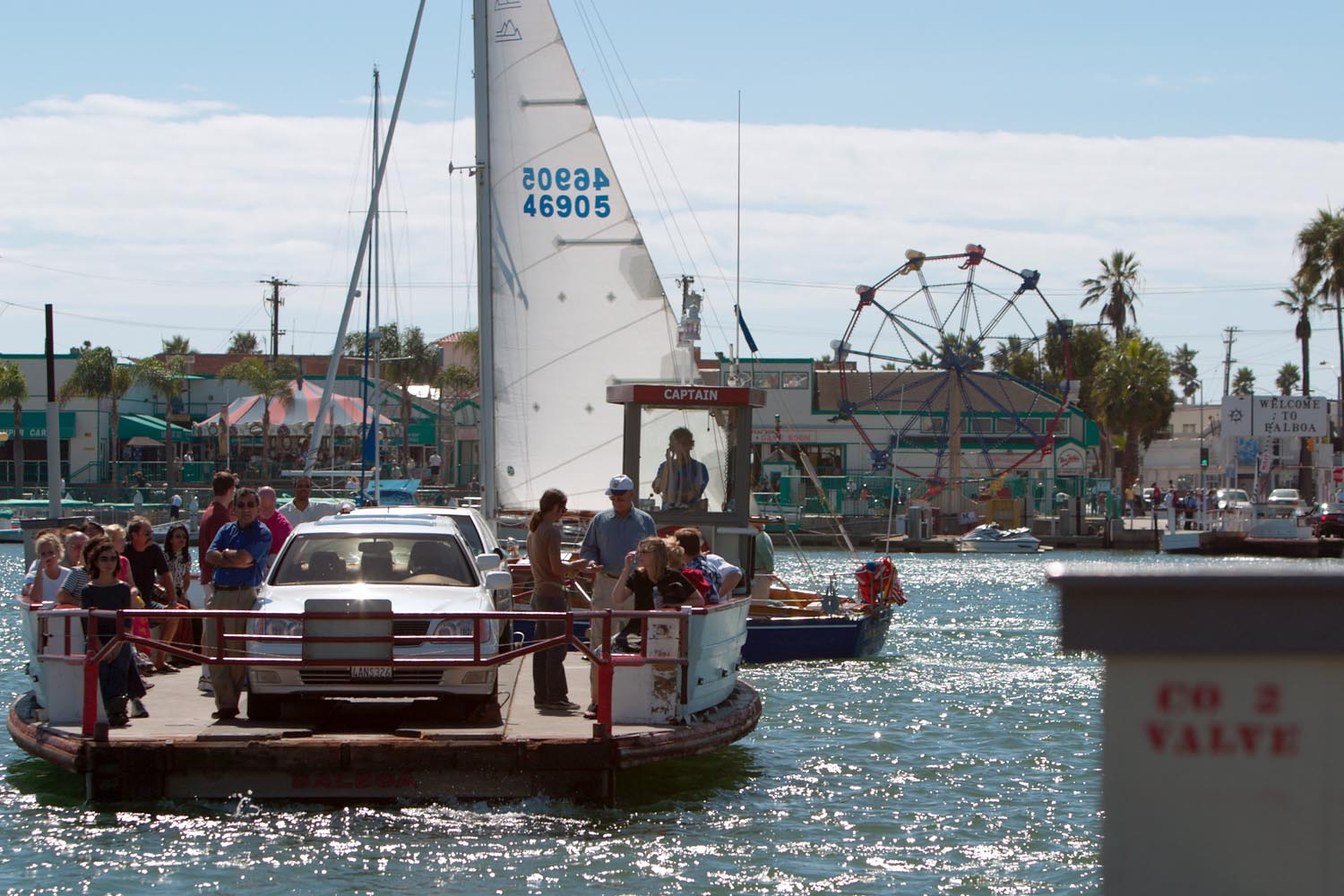
Die Fähre mit der Balboa Fun Zone im Hintergrund

Die Balboa Island Ferry ist eine Autofähre in Newport Beach im US-Bundesstaat Kalifornien.
Die Fährschiffe verkehren in einem dichten Takt zwischen der Balboa Peninsula und Balboa Island. Die Distanz durch die Newport Bay beträgt dabei rund 300 Meter. Die beiden Anlegestellen befinden sich an der East Bay Avenue gegenüber dem historischen Balboa Pavilions sowie an der South Bayfront auf der Insel.

## Geschichte
Die in der Newport Bay gelegene Balboa Island entwickelte sich ab den 1890er-Jahren von einem Warenumschlagplatz zu einem Wohngebiet. Die Insel wurde rasch besiedelt und schließlich 1916 zu Newport Beach eingemeindet. Drei Jahre darauf erhielt Joseph Beek, ein bekannter kalifornischer Politiker, die Rechte zum Betreiben einer Fährverbindung. Das ursprüngliche Schiff The Ark verkehrte zunächst nach Bedarf.
Von 1919 bis 1953 kostete die Überfahrt einen Nickel. In den 1950er-Jahren ersetzten drei hölzerne Fähren mit den Namen Admiral, Captain und Commodore das Vorgängermodell. Die drei Fähren sind noch heute in Betrieb, sie können jeweils bis zu drei Autos transportieren und weisen eine Länge von 19,5 Metern auf. Bis zu 1,5 Millionen Passagiere nutzen jährlich die Balboa Island Ferry für eine Überfahrt.